# Hollywoodski producent
Čeprav je hollywoodski filmski producent lahko oznaka za producenta, ki opravlja naloge na teritoriju Združenih držav Amerike in je del poklicev ameriške zabavne industrije, katerega sinonim je ravno Hollywood, ima javnost lahko v mislih predvsem nekoga, ki ima podporo velikih studijev znotraj t.i. »studijskega sistema« Hollywooda. 

## Obseg dela ameriškega producenta
Obstaja veliko načinov kako se producent loti svojega novega projekta. Neodvisni pričnejo z iskanjem investitorjev in potem distributerja, medtem, ko »holivudski insajderski producenti« v okviru studia (prek svojega produkcijskega podjetja) vsako leto izpolnijo kvoto produciranih projektov (oziroma za določen finančni okvir realizirajo poljubno število projektov). Ti producenti imajo popolno podporo studia kot: financerja, distributerja, tehničnega in marketinškega izvajalca v enem.
Kakšna je ta oblika sodelovanja med producenti in preostalimi akterji (distributerji, studii, financerji...) je odvisno od posamičnih dogovorov. Vsak producent ima ločena pogajanja in dogovore. Zgodi se, da nek studio neodvisni film distribuira samo v ZDA, za mednarodne teritorije pa najde novega distributerja. Lokalne distribucijske pravice za razširjanje vsebin v drugih distribucijskih oknih pa ureja neko tretje podjetje. Spet film financira nekdo drug. V tem primeru takšnemu filmu ne moremo več reči »neodvisni film«, saj ima podporo studia, četudi to pomeni, da je to podpora več studiev, ki si delijo teritorije in financerje, ki prihajajo izven studijskega sistema.
Čeprav imajo nekateri producenti svoje poslovne prostore v nekem studiu, ker imajo z njim dogovor o sodelovanju, to ne pomeni, da so ti producenti zaposleni s strani taistega studia. Še vedno delujejo v okviru svojih pooblastil pod njihovim okriljem.
Ena izmed pomembnejših faz filmskega projekta za producenta je faza razvoja.

## Sodelovanje producenta z režiserjem
Ker je v ameriški filmski produkciji producent nad režiserjem, to tudi pomeni, da producent najde režiserja in nadzoruje njegovo delo, ter ga razreši svojih dolžnosti v kolikor z njim ni zadovoljen.
Dober producent upošteva režiserjeve zahteve. Ne zmanjšuje obsega proizvodnje, zaradi česar bi prihranil denar, kakovost pa bi trpela, ampak poišče najcenejše in boljše rešitve. Je odgovoren za finančni uspeh filma, kar obsega poleg produkcije, še distribucijo z marketingom. Pri večjih produkcijah imajo producenti svoje asistente, ter publicista in koproducenta. Sodeluje tudi z »line producentom«, ki skrbi, da filmski proračun teče po planu in prav tako s produkcijskim menedžerjem, ki skrbi za celostno koordinacijo produkcijske faze in s post-produkcijskim nadzornikom, ki skrbi za celostno koordinacijo post-produkcijske faze.
Producent ima tudi zadnjo besedo pri t.i. »editorialnih rezih«. V kinematografu bo na primer izšla različica, ki jo je potrdil producent, na DVD/Blu-ray pa občasno izide tudi režiserjeva različica (»director's cut«).

## Kvalitete hollywoodskega producenta
Imeti mora: dober smisel za posel, kvalitetno kreativno vizijo, samodisciplino, odlične komunikacijske sposobnosti, tehnično razumevanje vseh faz filmskega procesa.
Biti mora: odličen pogajalec, dober motivator in mediator, fleksibilen, pošten, mobilen, racionalen s porabo denarja.
Razumeti mora tudi filmsko financiranje in budgeting, ter regulacije in pravila teritorijev, ki se ga zadevajo (higienski, tehnični in varnostni standardi, delovna zakonodaja ipd.). Obvladati mora tudi avtorsko pravo in razumeti osnove t.i. »zabavniškega prava« (ang. entertainment law).
Pričakovati tudi mora, da bo deloval pod pritiski z različnih strani (studiji, financerji in investitorji, igralci, člani ekipe, marketinški izvajalci, javnost, mediji...) in posledično različnimi interesi. Njegova naloga je, da zadovolji vse pripete stranke in produciran izdelek ponese na komercialno začrtano pot.

## Naziv »produced by«
Čeprav lahko filmski ustvarjalci svojemu nazivu rečejo kakor želijo (oziroma ga studiji dodelijo komur želijo), je v ameriški filmski industriji tradicija oziroma navada, da je filmski producent (ključni producent), edini, ki prejme naziv »produced by«, ki ga ne smemo mešati z nazivom »producer«.
Naziv »Produced by« ima veliko večji pomen kot izvršni producent (»executive producer«), ki je navadno zgolj izvršna oseba, zaposlena pri studiu, oziroma investitor, ki je prispeval vsaj četrtino celotnega produkcijskega proračuna. Izvršni producenti-investitorji ne morejo bistveno vplivati na kreativno plat izdelka, saj jim to onemogoča pogodba. Izvršni producenti zaposleni s strani studia pa lahko na izdelek vplivajo toliko, kot jim to omogoča posamična pogodba s produkcijskim podjetjem.
Naziv »produced by« je navadno predvajan zgolj enkrat, ob boku igralcev, režiserja, scenaristov, direktorja fotografije, kostumografa, scenografa, avtorja glasbe, glasbenega nadzornika, montažerja in kasting direktorja. Ustvarjalci se odločijo, kdaj bodo imena prikazali (najavna špica ALI odjavna špica).
Če se ustvarjalci odločijo za najavno špico, je naziv »produced by« predpredzadnji (pred scenaristi in režiserjem), v zadnjih letih se opaža dajatev naziva tik pred režiserjem oz. za scenaristi. Če se odločijo za odjavno špico, je naziv »produced by« obrnjen, torej tretji zapovrstjo (za režiserjem in scenaristom). Zaporedje članov ekipe je precej bolj kompleksno, kot bi povprečen gledalec mislil. Čeprav je osrednja logika zaporedja hierarhična, so nekateri nazivi dogovorjeni med sindikati in združenji predstavnikov določenih cehov (npr. CSA, WGA, DGA, IATSE, SAG-AFTRA, ASC, ACE...). Če bi gledali hierarhično zaporedje, bi moral producent v najavni in odjavni špici biti na prvem mestu, pa ni.  V kolikor scenarist ni član scenarističnega ceha WGA, je ključni producent postavljen takoj ob boku režiserjevega imena in šele zatem mu sledi scenarist. Producenti se v kolikor jih sporazumi o dodeljevanju nazivov ne omejujejo, lahko odločijo sami, kako bodo člane ekipe postavili v vrstni red.

## Poplava producentov
Zadnja leta se v odjavnih špicah filmov pojavljajo različni nazivi producentov. Ob tem je težko razumeti in vedeti, kdo je opravil dejansko delo producenta. Mnogi kritiki v javnosti in Hollywoodu trdijo, da je netransparentnost nad prikazom, kdo je v resnici produciral in opravljal delo producenta - problem, ki je najbolj prisoten ravno v studijskem sistemu, zaradi različnih akterjev, pripetih v dogajanje in produkcijo in realizacijo nekega projekta. Podobnega problema pri neodvisnih produkcijah ni, saj je interesov in financerjev manj in posledično je tudi nazivov manj.
V odjavni špici se pojavljajo različni nazivi: »executive producer«, »co-executive producer«, »associate producer«, »consulting producer«, »co-producer«, »producer«, klasični »produced by« ter mnogi drugi. Zgodi se, da kakšen igralec prejme zasluge producenta, čeprav ni opravljal njegovega dela, ali ker je neka oseba pripeljala nekoga pomembnega k projektu (npr. nek agent ali menedžer uredi neko pomembno pogodbo) in zato prav tako dobi naziv izvršnega producenta. Dogaja se tudi, da naziv izvršnega producenta prejme pisatelj, ki je spisal izvirno knjigo, po kateri bo posnet film. A nihče od teh ni zares opravljal producentskega dela.

### Producentska oznaka »p.g.a.«
Združenje filmskih in televizijskih producentov (Producer's Guild of America, krajše: 'PGA'), je zato leta 2013 predlagalo in implementiralo novo oznako (tako, kot jo imajo tudi člani ceha kasting direktorjev (CSA) in direktorjev fotografije (ASC, BSC)), ki bi poklic producenta lahko predstavilo v malce boljši in preglednejši luči in da bodo »zasluge končno iskrene«.
Implementirali so tako imenovano producentsko oznako »p.g.a.«, ki mora vedno biti spisana z malimi začetnicami. Kratica predstavlja ceh producentov (PGA - Producer's Guild of America).
Oznaka ne predstavlja članstva v cehu producentov, ampak kot certifikat naznanja originalno delo nekega producenta, ki si zasluži naziv ključnega producenta, ki je opravil največ dela in sodeloval v vseh fazah filmskega procesa. Oznako lahko prejmejo producenti, ki se predlagajo (oziroma jih nekdo drug predlaga) cehu producentov. K nominaciji morajo predložiti veliko dokumentacije in dokazov, ki jih ceh pregleda, preveri njihove vire in odloči, ali so opravili vsa producentska dela v skladu z njihovim pravilnikom.
Četudi nek producent pri filmu opravlja vse dolžnosti produciranja, a samo pri neki fazi (npr. produkcija, post-produkcija; razvoj; financiranje), certifikata oznake ne bo prejel, ker so do oznake upravičeni zgolj tisti producenti, ki so opravili vse producentske dolžnosti v vseh fazah filmskega procesa.
Producent, ki prejme producentsko oznako, je dolžan, da ob vsaki omembi (ne samo v filmu), k svojem imenu doda dogovorjeno oznako 'p.g.a.' (na plakatih, spletnih straneh, oglaševanih materijalih...). 
Producenti, ki so na začetku svoje kariere, še nimajo dovolj izkušenj in še niso člani ceha, ob pridobitvi certifikata producentske oznake, PGA garantira boljšo pozicijo v industriji in s tem pohitrijo postopek pridobitve rednega članstva v samem cehu.
Do danes je oznako implementiral vsak večji hollywoodski studio. Začetki so bili težki, saj sprva oznake javno nihče izmed studijev ni priznal. Leta 2010, po javni podpori in prošnji 145-ih aktivnih hollywoodskih producentov, ki so bili v času tudi člani ceha, so ti imeli podporo zgolj pri studiu The Weinstein Company (ki je oznako tudi prvi uporabil), a se je podpora kaj kmalu razširila med 3 večje studije (leta 2013): Universal Pictures, Columbia Pictures in Screen Gems (hčerinsko podjetje) in Twentieth Century Fox. Šele 9 mesecev kasneje, kot preostali tekmeci znotraj skupine »velikih šest«, so podporo javno najavili tudi Disney, Warner Bros. in Paramount.